# Capitella dizonata
Capitella dizonata is een borstelworm uit de familie Capitellidae.
De wetenschappelijke naam van de soort werd in 1901 gepubliceerd door Johnson.